# Jaqueline Moll

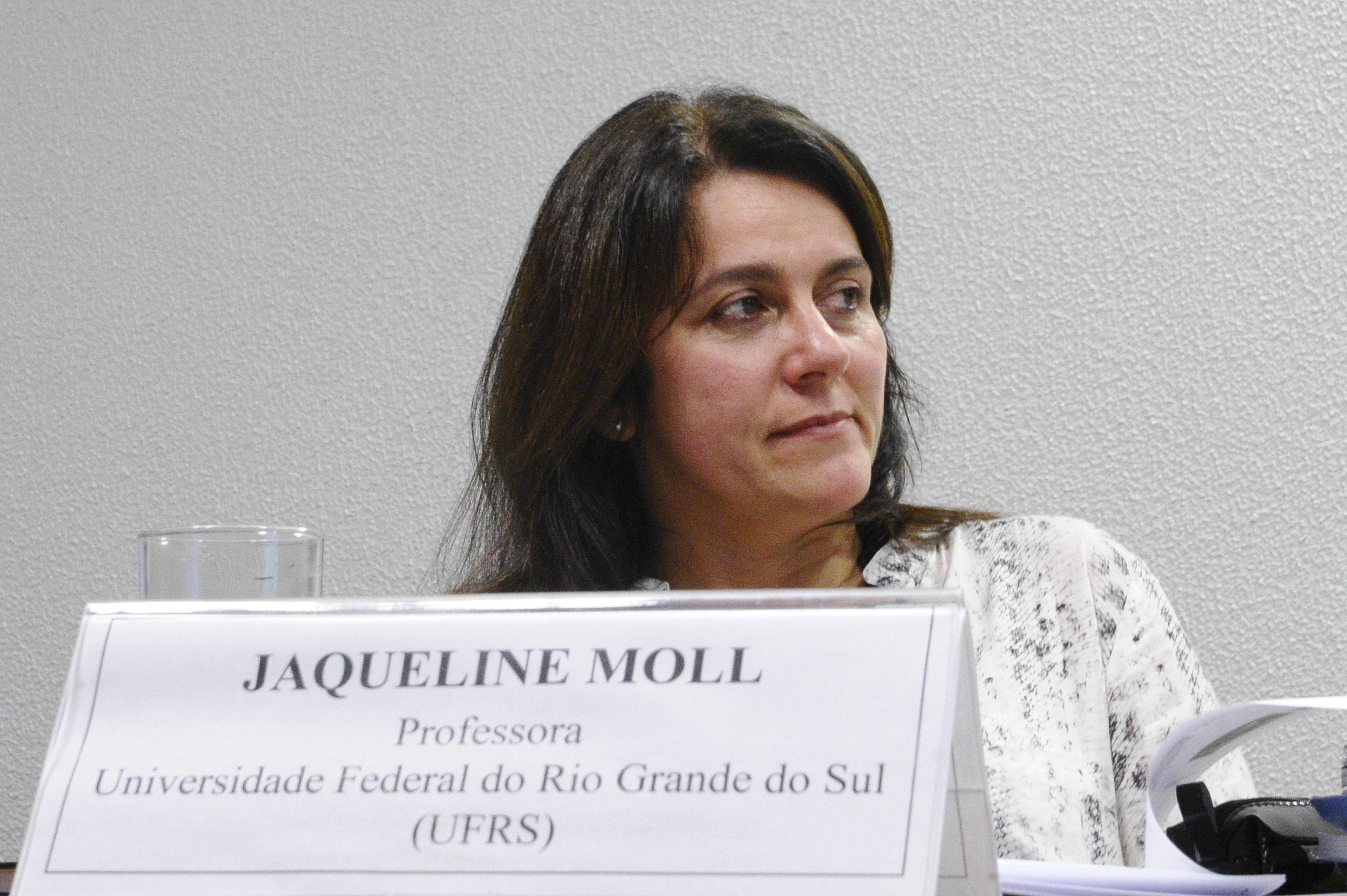
Jaqueline Moll

Jaqueline Moll é educadora e pesquisadora brasileira, conhecida por seu trabalho em políticas públicas educacionais, com ênfase em educação integral, alfabetização e  educação popular. Atualmente, é professora da Universidade Federal do Rio Grande do Sul (UFRGS).

## Formação acadêmica
Moll possui graduação em Pedagogia pelo Centro de Ensino Superior de Erechim (1986), especializações em Alfabetização (PUC-RS, 1997) e Educação Popular (UNISINOS, 1988), mestrado em Educação (PUC-RS, 1991) e doutorado em Educação (UFRGS, 1998), com estágio na Universidade de Barcelona (1997).

## Carreira
Iniciou sua carreira no magistério superior em 1987, lecionando na Pontifícia Universidade Católica do Rio Grande do Sul (PUC-RS), Universidade do Vale do Rio dos Sinos (UNISINOS) e Universidade Federal de Pelotas (UFPel). Entre 2007 e 2013, atuou no Ministério da Educação (MEC) como Diretora de Currículos e Educação Integral da Secretaria de Educação Básica, onde foi uma das formuladoras do programa Mais Educação, política pública voltada para a ampliação da jornada escolar e promoção da educação integral no Brasil.

## Contribuições para a Educação
Jaqueline Moll é reconhecida por desenvolver o conceito de "Escola Integrada", que propõe a articulação entre escolas e outros espaços urbanos (como centros culturais, praças e equipamentos públicos) para uma formação mais ampla dos estudantes.
Sua produção acadêmica aborda temas como:
- Educação de Jovens e Adultos (EJA)
- Fracasso escolar
- Alfabetização
- Relações entre escola e cidade
- Políticas públicas educacionais.

## Publicações
É autora e organizadora de diversas obras, entre elas:
- Alfabetização Possível: Reinventando o Ensino e o Aprender
- Caminhos da Educação Integral no Brasil: Direito a Outros Tempos e Espaços Educativos
- Em Defesa da Escola: Pedagogias da Educação Pública na Disputa Pela Democracia
- Educação Profissional e Tecnológica no Brasil Contemporâneo: Desafios, Tensões e Possibilidades.

## Reconhecimento e atuação
Moll é defensora da educação como instrumento de transformação social, destacando-se em debates sobre justiça educacional, protagonismo estudantil e cidades educadoras. Sua trajetória combina atuação acadêmica e gestão pública, com foco na articulação entre teoria e prática pedagógica.